# Eliminatórias da Copa do Mundo FIFA de 2022 – AFC (terceira fase)
Esta página apresenta os resultados das partidas da terceira fase das eliminatórias asiáticas para a Copa do Mundo FIFA de 2022. É disputada entre 2 de setembro de 2021 até 29 de março de 2022.

## Formato
Um total de 12 seleções que avançaram da segunda fase (os sete primeiros colocados de cada grupo e os cinco melhores segundo colocados) foram divididos em dois grupos com seis seleções cada. Os dois melhores de cada grupo se classificaram a Copa do Mundo FIFA de 2022 e os dois terceiro colocados avançam a quarta fase.

## Equipes classificadas
| Grupo | Vencedores             | Segundo colocados (Os melhores 5 classificaram) |
| ----- | ---------------------- | ----------------------------------------------- |
| A     | Síria                  | China                                           |
| B     | Austrália              | —                                               |
| C     | Catar                  | Omã                                             |
| D     | Arábia Saudita         | —                                               |
| E     | Irã                    | Iraque                                          |
| F     | Japão                  | —                                               |
| G     | Emirados Árabes Unidos | Vietnã                                          |
| H     | Coreia do Sul          | Líbano                                          |

## Chaveamento
O sorteio para esta fase ocorreu em 1 de julho de 2021.
As doze seleções foram alinhadas em seis potes conforme um lançamento especial do Ranking da FIFA para equipes asiáticas.
| Pote 1                     | Pote 2                                | Pote 3                                              |
| -------------------------- | ------------------------------------- | --------------------------------------------------- |
| 1. Japão (1) 2. Irã (2)    | 1. Austrália (3) 2. Coreia do Sul (4) | 1. Arábia Saudita (6) 2. Emirados Árabes Unidos (7) |
| Pote 4                     | Pote 5                                | Pote 6                                              |
| 1. Iraque (8) 2. China (9) | 1. Omã (10) 2. Síria (11)             | 1. Vietnã (13) 2. Líbano (16)                       |

## Calendário
Devido a pandemia de COVID-19 na Ásia, em 11 de novembro, o Comitê de Competições da AFC anunciou que a rodada final das eliminatórias asiáticas começará em setembro de 2021 e será concluída em março de 2022.
| Rodada          | Data                   |
| --------------- | ---------------------- |
| Primeira rodada | 2 de setembro de 2021  |
| Segunda rodada  | 7 de setembro de 2021  |
| Terceira rodada | 7 de outubro de 2021   |
| Quarta rodada   | 12 de outubro 2021     |
| Quinta rodada   | 11 de novembro de 2021 |
| Sexta rodada    | 16 de novembro de 2021 |
| Sétima rodada   | 27 de janeiro de 2022  |
| Oitava rodada   | 1 de fevereiro de 2022 |
| Nona rodada     | 24 de março de 2022    |
| Décima rodada   | 29 de março de 2022    |

## Grupos
|  | Equipe classificada a Copa do Mundo FIFA de 2022 |
|  | Equipe classificada a quarta fase                |
|  | Equipe eliminada                                 |

### Grupo A
| Pos | Equipe                 | Pts | J  | V | E | D | GP | GC | SG  | Classificado               |  | IRN | KOR | UAE | IRQ | SYR | LBN |
| --- | ---------------------- | --- | -- | - | - | - | -- | -- | --- | -------------------------- |  | --- | --- | --- | --- | --- | --- |
| 1   | Irã                    | 25  | 10 | 8 | 1 | 1 | 15 | 4  | +11 | Copa do Mundo FIFA de 2022 |  | —   | 1–1 | 1–0 | 1–0 | 1–0 | 2–0 |
| 2   | Coreia do Sul          | 23  | 10 | 7 | 2 | 1 | 13 | 3  | +10 | Copa do Mundo FIFA de 2022 |  | 2–0 | —   | 1–0 | 0–0 | 2–1 | 1–0 |
| 3   | Emirados Árabes Unidos | 12  | 10 | 3 | 3 | 4 | 7  | 7  | 0   | Quarta fase                |  | 0–1 | 2–0 | —   | 2–2 | 1–0 | 0–0 |
| 4   | Iraque                 | 9   | 10 | 1 | 6 | 3 | 6  | 12 | −6  | Eliminado                  |  | 0–3 | 0–3 | 1–0 | —   | 1–1 | 0–0 |
| 5   | Síria                  | 6   | 10 | 1 | 3 | 6 | 9  | 19 | −10 | Eliminado                  |  | 0–3 | 0–2 | 1–1 | 1–1 | —   | 2–3 |
| 6   | Líbano                 | 6   | 10 | 1 | 3 | 6 | 5  | 13 | −8  | Eliminado                  |  | 1–2 | 0–1 | 0–1 | 1–1 | 0–3 | —   |

| 2 de setembro de 2021 | Coreia do Sul | 0 – 0     | Iraque | Seul World Cup Stadium, Seul            |
| 20:00 (UTC+9)         |               | Relatório |        | Público: 0 Árbitro: BHR Nawaf Shukralla |

| 2 de setembro de 2021 | Irã             | 1 – 0     | Síria | Estádio Azadi, Teerã               |
| 20:30 (UTC+4:30)      | Jahanbakhsh 56' | Relatório |       | Público: 0 Árbitro: JPN Ryuji Sato |

| 2 de setembro de 2021 | Emirados Árabes Unidos | 0 – 0     | Líbano | Estádio Zabeel, Dubai               |
| 20:45 (UTC+4)         |                        | Relatório |        | Público: 1 513 Árbitro: CHN Ma Ning |

| 7 de setembro de 2021 | Coreia do Sul       | 1 – 0     | Líbano | Suwon World Cup Stadium, Suwon     |
| 20:00 (UTC+9)         | Kwon Chang-hoon 59' | Relatório |        | Público: 0 Árbitro: JPN Ryuji Sato |

| 7 de setembro de 2021 | Síria        | 1 – 1     | Emirados Árabes Unidos | Estádio Rei Abdullah II, Amã (Jordânia)  |
| 19:00 (UTC+3)         | Al Baher 64' | Relatório | Mabkhout 12'           | Público: 2 370 Árbitro: OMA Ahmed Al-Kaf |

| 7 de setembro de 2021 | Iraque | 0 – 3     | Irã                                          | Estádio Internacional Khalifa, Doha (Catar) |
| 21:00 (UTC+3)         |        | Relatório | Jahanbakhsh 3' · Taremi 69' · Gholizadeh 90' | Público: 0 Árbitro: CHN Ma Ning             |

| 7 de outubro de 2021 | Coreia do Sul                         | 2 – 1     | Síria       | Estádio Ansan Wa~, Ansan                      |
| 20:00 (UTC+9)        | Hwang In-beom 47' · Son Heung-min 89' | Relatório | Kharbin 83' | Público: 0 Árbitro: QAT Abdulrahman Al-Jassim |

| 7 de outubro de 2021 | Iraque | 0 – 0     | Líbano | Estádio Internacional Khalifa, Doha (Catar) |
| 17:30 (UTC+3)        |        | Relatório |        | Público: 0 Árbitro: KSA Turki Al-Khudhayr   |

| 7 de outubro de 2021 | Emirados Árabes Unidos | 0 – 1     | Irã        | Estádio Zabeel, Dubai                   |
| 20:45 (UTC+4)        |                        | Relatório | Taremi 70' | Público: 3 034 Árbitro: AUS Chris Beath |

| 12 de outubro de 2021 | Irã             | 1 – 1     | Coreia do Sul     | Estádio Azadi, Teerã                 |
| 17:00 (UTC+3:30)      | Jahanbakhsh 76' | Relatório | Son Heung-min 48' | Público: 0 Árbitro: OMA Ahmed Al-Kaf |

| 12 de outubro de 2021 | Síria                      | 2 – 3     | Líbano                        | Estádio Rei Abdullah II, Amã (Jordânia) |
| 19:00 (UTC+3)         | Kharbin 20' · Al Somah 64' | Relatório | Kdouh 45+1', 45+3' · Saad 53' | Público: 2 377 Árbitro: AUS Chris Beath |

| 12 de outubro de 2021 | Emirados Árabes Unidos    | 2 – 2     | Iraque                            | Estádio Zabeel, Dubai                  |
| 20:45 (UTC+4)         | Caio 34' · Mabkhout 90+4' | Relatório | Al-Attas 74' (g.c.) · Hussein 89' | Público: 2 820 Árbitro: JPN Ryuji Sato |

| 11 de novembro de 2021 | Coreia do Sul            | 1 – 0     | Emirados Árabes Unidos | Estádio Goyang, Goyang               |
| 20:00 (UTC+9)          | Hwang Hee-chan 36' (pen) | Relatório |                        | Público: 30 152 Árbitro: CHN Ma Ning |

| 11 de novembro de 2021 | Líbano   | 1 – 2     | Irã                             | Estádio Municipal de Sídon, Sídon             |
| 14:00 (UTC+2)          | Saad 37' | Relatório | Azmoun 90+1' · Nourollahi 90+5' | Público: 0 Árbitro: QAT Abdulrahman Al-Jassim |

| 11 de novembro de 2021 | Iraque              | 1 – 1     | Síria        | Estádio Al-Gharafa, Doha (Catar)         |
| 20:00 (UTC+3)          | Al-Ammari 86' (pen) | Relatório | Al Somah 79' | Público: 50 Árbitro: BHR Nawaf Shukralla |

| 16 de novembro de 2021 | Líbano | 0 – 1     | Emirados Árabes Unidos | Estádio Municipal de Sídon, Sídon   |
| 14:00 (UTC+2)          |        | Relatório | Mabkhout 85'           | Público: 0 Árbitro: AUS Shaun Evans |

| 16 de novembro de 2021 | Iraque | 0 – 3     | Coreia do Sul                                                    | Estádio Al-Gharafa, Doha (Catar)        |
| 18:00 (UTC+3)          |        | Relatório | Lee Jae-sung 33' · Son Heung-min 74' (pen) · Jeong Woo-yeong 80' | Público: 0 Árbitro: UZB Ilgiz Tantashev |

| 16 de novembro de 2021 | Síria | 0 – 3     | Irã                                             | Estádio Rei Abdullah II, Amã (Jordânia) |
| 18:00 (UTC+2)          |       | Relatório | Azmoun 33' · Hajsafi 42' (pen) · Gholizadeh 89' | Público: 907 Árbitro: CHN Ma Ning       |

| 27 de janeiro de 2022 | Líbano | 0 – 1     | Coreia do Sul      | Estádio Municipal de Sídon, Sídon |
| 14:00 (UTC+2)         |        | Relatório | Cho Gue-sung 45+1' | Árbitro: OMA Ahmed Al-Kaf         |

| 27 de janeiro de 2022 | Irã        | 1 – 0     | Iraque | Estádio Azadi, Teerã     |
| 18:00 (UTC+3:30)      | Taremi 48' | Relatório |        | Árbitro: AUS Chris Beath |

| 27 de janeiro de 2022 | Emirados Árabes Unidos     | 2 – 0     | Síria | Estádio Al-Maktoum, Dubai    |
| 19:00 (UTC+4)         | Caio 43' · Al Ghassani 70' | Relatório |       | Árbitro: UZB Ilgiz Tantashev |

| 1 de fevereiro de 2022 | Líbano      | 1 – 1     | Iraque    | Estádio Municipal de Sídon, Sídon |
| 14:00 (UTC+2)          | Sabra 45+2' | Relatório | Aymen 39' | Árbitro: JOR Adham Makhadmeh      |

| 1 de fevereiro de 2022 | Síria | 0 – 2     | Coreia do Sul                        | Estádio Rashid, Dubai (Emirados Árabes Unidos) |
| 18:00 (UTC+4)          |       | Relatório | Kim Jin-su 53' · Kwon Chang-hoon 71' | Árbitro: JPN Hiroyuki Kimura                   |

| 1 de fevereiro de 2022 | Irã        | 1 – 0     | Emirados Árabes Unidos | Estádio Azadi, Teerã      |
| 18:00 (UTC+3:30)       | Taremi 44' | Relatório |                        | Árbitro: OMA Ahmed Al-Kaf |

| 24 de março de 2022 | Coreia do Sul                            | 2 – 0     | Irã | Seul World Cup Stadium, Seul |
| 20:00 (UTC+9)       | Son Heung-min 45+2' · Kim Young-gwon 62' | Relatório |     | Árbitro: AUS Chris Beath     |

| 24 de março de 2022 | Líbano | 0 – 3     | Síria                                              | Estádio Municipal de Sídon, Sídon  |
| 14:00 (UTC+2)       |        | Relatório | Al Dali 14' · Mardikian 38' (pen) · Al Marmour 44' | Árbitro: QAT Abdulrahman Al-Jassim |

| 24 de março de 2022 | Iraque          | 1 – 0     | Emirados Árabes Unidos | Estádio Internacional Rei Fahd, Riade (Arábia Saudita) |
| 20:00 (UTC+3)       | Hussein Ali 53' | Relatório |                        | Árbitro: CHN Ma Ning                                   |

| 29 de março de 2022 | Irã                          | 2 – 0     | Líbano | Estádio Imam Reza, Mexede |
| 16:00 (UTC+4:30)    | Azmoun 35' · Jahanbakhsh 72' | Relatório |        | Árbitro: CHN Fu Ming      |

| 29 de março de 2022 | Emirados Árabes Unidos | 1 – 0     | Coreia do Sul | Estádio Al-Maktoum, Dubai |
| 17:45 (UTC+4)       | Abdullah 54'           | Relatório |               | Árbitro: OMA Ahmed Al-Kaf |

| 29 de março de 2022 | Síria      | 1 – 1     | Iraque      | Estádio Rashid, Dubai (Emirados Árabes Unidos) |
| 20:00 (UTC+4)       | Al Dali 3' | Relatório | Hussein 31' | Árbitro: JPN Ryuji Sato                        |

### Grupo B
| Pos | Equipe         | Pts | J  | V | E | D | GP | GC | SG  | Classificado               |  | KSA | JPN | AUS | OMA | CHN | VIE |
| --- | -------------- | --- | -- | - | - | - | -- | -- | --- | -------------------------- |  | --- | --- | --- | --- | --- | --- |
| 1   | Arábia Saudita | 23  | 10 | 7 | 2 | 1 | 12 | 6  | +6  | Copa do Mundo FIFA de 2022 |  | —   | 1–0 | 1–0 | 1–0 | 3–2 | 3–1 |
| 2   | Japão          | 22  | 10 | 7 | 1 | 2 | 12 | 4  | +8  | Copa do Mundo FIFA de 2022 |  | 2–0 | —   | 2–1 | 0–1 | 2–0 | 1–1 |
| 3   | Austrália      | 15  | 10 | 4 | 3 | 3 | 15 | 9  | +6  | Quarta fase                |  | 0–0 | 0–2 | —   | 3–1 | 3–0 | 4–0 |
| 4   | Omã            | 14  | 10 | 4 | 2 | 4 | 11 | 10 | +1  | Eliminado                  |  | 0–1 | 0–1 | 2–2 | —   | 2–0 | 3–1 |
| 5   | China          | 6   | 10 | 1 | 3 | 6 | 9  | 19 | −10 | Eliminado                  |  | 1–1 | 0–1 | 1–1 | 1–1 | —   | 3–2 |
| 6   | Vietnã         | 4   | 10 | 1 | 1 | 8 | 8  | 19 | −11 | Eliminado                  |  | 0–1 | 0–1 | 0–1 | 0–1 | 3–1 | —   |

| 2 de setembro de 2021 | Japão | 0 – 1     | Omã          | Panasonic Stadium Suita, Suita                              |
| 19:14 (UTC+9)         |       | Relatório | Al-Sabhi 88' | Público: 4 853 Árbitro: UAE Mohammed Abdulla Hassan Mohamed |

| 2 de setembro de 2021 | Arábia Saudita                                               | 3 – 1     | Vietnã              | Estádio Universitário Rei Saud, Riade       |
| 21:00 (UTC+3)         | Al-Dawsari 55' (pen) · Al-Shahrani 67' · Al-Shehri 80' (pen) | Relatório | Nguyễn Quang Hải 3' | Público: 8 331 Árbitro: UZB Ilgiz Tantashev |

| 2 de setembro de 2021 | Austrália                        | 3 – 0     | China | Estádio Internacional Khalifa, Doha (Catar) |
| 21:00 (UTC+3)         | Mabil 24' · Boyle 26' · Duke 70' | Relatório |       | Público: 0 Árbitro: KOR Ko Hyung-jin        |

| 7 de setembro de 2021 | Vietnã | 0 – 1     | Austrália | Estádio Nacional Mỹ Đình, Hanói               |
| 19:00 (UTC+7)         |        | Relatório | Grant 43' | Público: 0 Árbitro: QAT Abdulrahman Al-Jassim |

| 7 de setembro de 2021 | China | 0 – 1     | Japão     | Estádio Internacional Khalifa, Doha (Catar) |
| 18:00 (UTC+3)         |       | Relatório | Osako 40' | Público: 0 Árbitro: BHR Nawaf Shukralla     |

| 7 de setembro de 2021 | Omã | 0 – 1     | Arábia Saudita | Complexo Esportivo Sultão Qaboos, Mascate |
| 20:00 (UTC+4)         |     | Relatório | Al-Shehri 42'  | Público: 8 150 Árbitro: SYR Hanna Hattab  |

| 7 de outubro de 2021 | China                                | 3 – 2     | Vietnã                                | Estádio Sharjah, Xarja (Emirados Árabes Unidos)         |
| 19:00 (UTC+4)        | Zhang Yuning 53' · Wu Lei 75', 90+5' | Relatório | Hồ Tấn Tài 80' · Nguyễn Tiến Linh 90' | Público: 0 Árbitro: UAE Mohammed Abdulla Hassan Mohamed |

| 7 de outubro de 2021 | Arábia Saudita  | 1 – 0     | Japão | Cidade dos Esportes Rei Abdullah, Gidá       |
| 19:00 (UTC+3)        | Al-Buraikan 71' | Relatório |       | Público: 51 218 Árbitro: JOR Adham Makhadmeh |

| 7 de outubro de 2021 | Austrália                       | 3 – 1     | Omã             | Estádio Internacional Khalifa, Doha (Catar) |
| 21:30 (UTC+3)        | Mabil 9' · Boyle 49' · Duke 89' | Relatório | R. Al-Alawi 28' | Público: 0 Árbitro: BHR Nawaf Shukralla     |

| 12 de outubro de 2021 | Japão                         | 2 – 1     | Austrália   | Estádio Saitama 2002, Saitama                      |
| 19:14 (UTC+9)         | Tanaka 8' · Behich 85' (g.c.) | Relatório | Hrustic 70' | Público: 14 437 Árbitro: QAT Abdulrahman Al-Jassim |

| 12 de outubro de 2021 | Omã                                                   | 3 – 1     | Vietnã               | Complexo Esportivo Sultão Qaboos, Mascate   |
| 20:00 (UTC+4)         | Al Sabhi 45+1' · Al-Khaldi 49' · Al-Yahyaei 63' (pen) | Relatório | Nguyễn Tiến Linh 39' | Público: 9 123 Árbitro: JOR Adham Makhadmeh |

| 12 de outubro de 2021 | Arábia Saudita                      | 3 – 2     | China                   | Cidade dos Esportes Rei Abdullah, Gidá       |
| 20:00 (UTC+3)         | Al-Najei 15', 38' · Al-Buraikan 72' | Relatório | Aloísio 46' · Wu Xi 87' | Público: 54 124 Árbitro: UZB Ilgiz Tantashev |

| 11 de novembro de 2021 | Austrália | 0 – 0     | Arábia Saudita | Western Sydney Stadium, Sydney |
| 20:10 (UTC+11)         |           | Relatório |                | Árbitro: KOR Ko Hyung-jin      |

| 11 de novembro de 2021 | Vietnã | 0 – 1     | Japão   | Estádio Nacional Mỹ Đình, Hanói              |
| 19:00 (UTC+7)          |        | Relatório | Ito 17' | Árbitro: UAE Mohammed Abdulla Hassan Mohamed |

| 11 de novembro de 2021 | China      | 1 – 1     | Omã           | Estádio Sharjah, Xarja (Emirados Árabes Unidos) |
| 19:00 (UTC+4)          | Wu Lei 21' | Relatório | Al-Harthi 75' | Árbitro: THA Sivakorn Pu-udom                   |

| 16 de novembro de 2021 | Vietnã | 0 – 1     | Arábia Saudita | Estádio Nacional Mỹ Đình, Hanói |
| 19:00 (UTC+7)          |        | Relatório | Al-Shehri 31'  | Árbitro: SYR Hanna Hattab       |

| 16 de novembro de 2021 | China            | 1 – 1     | Austrália | Estádio Sharjah, Xarja (Emirados Árabes Unidos) |
| 19:00 (UTC+4)          | Wu Lei 71' (pen) | Relatório | Duke 38'  | Árbitro: JOR Adham Makhadmeh                    |

| 16 de novembro de 2021 | Omã | 0 – 1     | Japão   | Complexo Esportivo Sultão Qaboos, Mascate |
| 20:00 (UTC+4)          |     | Relatório | Ito 81' | Árbitro: KOR Ko Hyung-jin                 |

| 27 de janeiro de 2022 | Austrália                                             | 4 – 0     | Vietnã | Melbourne Rectangular Stadium, Melbourne |
| 20:10 (UTC+11)        | Maclaren 30' · Rogic 45+2' · Goodwin 72' · McGree 76' | Relatório |        | Árbitro: KOR Ko Hyung-jin                |

| 27 de janeiro de 2022 | Japão                     | 2 – 0     | China | Estádio Saitama 2002, Saitama      |
| 19:00 (UTC+9)         | Osako 13' (pen) · Ito 61' | Relatório |       | Árbitro: QAT Abdulrahman Al-Jassim |

| 27 de janeiro de 2022 | Arábia Saudita  | 1 – 0     | Omã | Cidade dos Esportes Rei Abdullah, Gidá |
| 20:15 (UTC+3)         | Al-Buraikan 48' | Relatório |     | Árbitro: BHR Nawaf Shukralla           |

| 1 de fevereiro de 2022 | Japão                  | 2 – 0     | Arábia Saudita | Estádio Saitama 2002, Saitama |
| 19:14 (UTC+9)          | Minamino 32' · Ito 50' | Relatório |                | Árbitro: KOR Ko Hyung-jin     |

| 1 de fevereiro de 2022 | Vietnã                                                  | 3 – 1     | China        | Estádio Nacional Mỹ Đình, Hanói |
| 19:00 (UTC+7)          | Hồ Tấn Tài 9' · Nguyễn Tiến Linh 16' · Phan Văn Đức 76' | Relatório | Xu Xin 90+7' | Árbitro: BHR Nawaf Shukralla    |

| 1 de fevereiro de 2022 | Omã                  | 2 – 2     | Austrália                     | Complexo Esportivo Sultão Qaboos, Mascate    |
| 20:00 (UTC+4)          | Fawaz 54', 89' (pen) | Relatório | Maclaren 15' (pen) · Mooy 79' | Árbitro: UAE Mohammed Abdulla Hassan Mohamed |

| 24 de março de 2022 | Austrália | 0 – 2     | Japão             | Accor Stadium, Sydney        |
| 20:10 (UTC+11)      |           | Relatório | Mitoma 89', 90+4' | Árbitro: BHR Nawaf Shukralla |

| 24 de março de 2022 | Vietnã | 0 – 1     | Omã          | Estádio Nacional Mỹ Đình, Hanói |
| 19:00 (UTC+7)       |        | Relatório | Al-Hajri 65' | Árbitro: SYR Hanna Hattab       |

| 24 de março de 2022 | China                 | 1 – 1     | Arábia Saudita  | Estádio Sharjah, Xarjá (Emirados Árabes Unidos) |
| 19:00 (UTC+4)       | Zhu Chenjie 82' (pen) | Relatório | Al-Shehri 45+1' | Árbitro: UAE Mohammed Abdulla Hassan Mohamed    |

| 29 de março de 2022 | Japão       | 1 – 1     | Vietnã                | Estádio Saitama 2002, Saitama |
| 19:35 (UTC+9)       | Yoshida 55' | Relatório | Nguyễn Thanh Bình 19' | Árbitro: UZB Ilgiz Tantashev  |

| 29 de março de 2022 | Omã                      | 2 – 0     | China | Complexo Esportivo Sultão Qaboos, Mascate |
| 20:00 (UTC+4)       | Al-Alawi 12' · Fawaz 74' | Relatório |       | Árbitro: KOR Ko Hyung-jin                 |

| 29 de março de 2022 | Arábia Saudita       | 1 – 0     | Austrália | Cidade dos Esportes Rei Abdullah, Gidá |
| 21:00 (UTC+3)       | Al-Dawsari 65' (pen) | Relatório |           | Árbitro: JOR Adham Makhadmeh           |